# Амазония (национальный парк)
Амазония (порт. Parque Nacional da Amazônia) — один из национальных парков Бразилии.
Парк расположен в части бассейна реки Тапажос на территории муниципалитета Итайтуба в штате Пара недалеко от границ штата Амазонас.
В 1970 году земли в долине Тапажоса были зарезервированы, а сам парк был образован 19 февраля 1974 года, сегодня его территория составляет 9458,51 км², а периметр границ — около 508 км.
Местность холмистая, климат влажный тропический, засушливый сезон длится не более двух месяцев. Среднемесячная температура колеблется от +26 до +28 °С.
Территория парка покрыта тропическими лесами, высота деревьев может достигать 50 м и выше. Нижний ярус занимают лианы и орхидеи, в затенённых местах мхи и лишайники. Фауна представлена редкими видами животных, включая гигантского муравьеда и выдр. В реках обитает амазонский ламантин.
Туристы посещают национальный парк в августе-декабре, в наиболее сухой сезон. Добраться можно самолётом от Белена или Манауса, речным путём или по автомобильной трассе BR-230.